# Мистър Биг
„Мистър Биг“ (на английски: Mr. Big) е хардрок група, създадена през 1988 година в Лос Анджелис, САЩ.
Формацията е известна с високото музикално майсторство на всеки един от членовете си. През първата половина на 1990-те години Мистър Биг е сред най-прочутите групи в световен мащаб. Множество техни песни от този период се превръщат в популярни хитове. Сред класическите им композиции са: „Daddy, Brother, Lover, Little Boy“ (1991), „Alive and Kickin“ (1991), пауър баладата „To Be With You“ (1991), „Price You Gotta Pay“ (1993), „Colorado Bulldog“ (1993) и други.
През 2000-те групата се разпуска, но през 2009 г., вследствие на многобройните молби от почитателите в целия свят, членовете ѝ се събират отново. В средата на същата година, в Япония стартира мащабно световно турне, озаглавено – „Reunion Tour 2009“, което преминава и през България.

## История
През 1988 г. вече прославеният виртуозен басист Били Шиън напуска групата на Дейвид Лий Рот и започва проучвания за сформиране на нова формация с помощта на Майк Върни от музикалната компания „Шрапнел Рекърдс“. Последният вербува за каузата Ерик Мартин от „Ерик Мартин Бенд“ – рок вокалист със соул влияния. Скоро след това се присъединяват китаристът Пол Гилбърт и барабанистът Пат Торпи. По това време Гилбърт вече е уважаван инструменталист, издал два албума с базираната в Лос Анджелис група – Racer X. Торпи пристига в Калифорния от Аризона и до този момент има участия като концертен музикант с множество известни изпълнители, сред които се откроява името на Робърт Плант.
Новосформираната група наема Хърби Хърбърт, бивш мениджър на Джърни, Юръп и Сантана, за да ги представлява. През 1989 г. Мистър Биг подписват договор със звукозаписната компания „Атлантик Рекърдс“. По-късно през същата година излиза дебютният им албум Mr. Big. Въпреки че албумът не става популярен в САЩ, той е много успешен в Япония, достигайки статус на „Златен албум“. През 1990 г. формацията е включена като подгряваща група в американското турне на прогресив рок легендите Ръш.
Вторият албум на групата Lean Into It (1991) се превръща в големия пробив. Творбата достига милионни продажби по целия свят. Повечето от песните се превръщат в хитове. Пауър баладата „To Be With You“ заема първо място в класациите на 15 държави. Групата има организирано турне във Великобритания през април и май 1991 година и отново там през 1992 година, издавайки вследствие концертния албум Mr. Big Live. През тази година Мистър Биг имат изпълнения в три вечери на стадион Уембли, откривайки за мегаконцертите на Аеросмит.

## Членове
- Ерик Мартин – вокали (1988 – 2002, 2009 –)
- Пат Торпи – барабани, перкусии (1988 – 2002, 2009 –)
- Били Шиън – бас китара (1988 – 2002, 2009 –)
- Пол Гилбърт – китара (1988 – 1997, 2009 –)

Бивши:
- Ричи Котзън – китара (1999 – 2002)

## Дискография

### Студийни албуми
- (1989) Mr. Big („Златен албум“ в Япония)
- (1991) Lean Into It („Платинен албум“ в САЩ и Япония)
- (1993) Bump Ahead („Платинен албум“ в Япония)
- (1996) Hey Man (2x „Платинен албум“ в Япония)
- (2000) Get Over It („Златен албум“ в Япония)
- (2001) Actual Size
- (2011) What If...

## Мистър Биг в България
На 1 октомври 2009 г. Мистър Биг изнасят концерт в България. Събитието се провежда в зала „Универсиада“ в София, в рамките на фестивала „Арена Музика 2009“, като част от световното турне „Reunion Tour 2009“, подкрепящо новото събиране на групата и 20-годишния юбилей от издаването на първия им студиен албум.
През 2011 г. групата посещава България за втори път в подкрепа на новозаписания албум What if.... На 15 юни в зала „Фестивална“ музикантите изнасят съвместен концерт с друга американска група – Cinderella.